# Paracolletes montanus
Paracolletes montanus är en biart som beskrevs av Rayment 1935. Paracolletes montanus ingår i släktet Paracolletes och familjen korttungebin. Inga underarter finns listade i Catalogue of Life.

## Bildgalleri

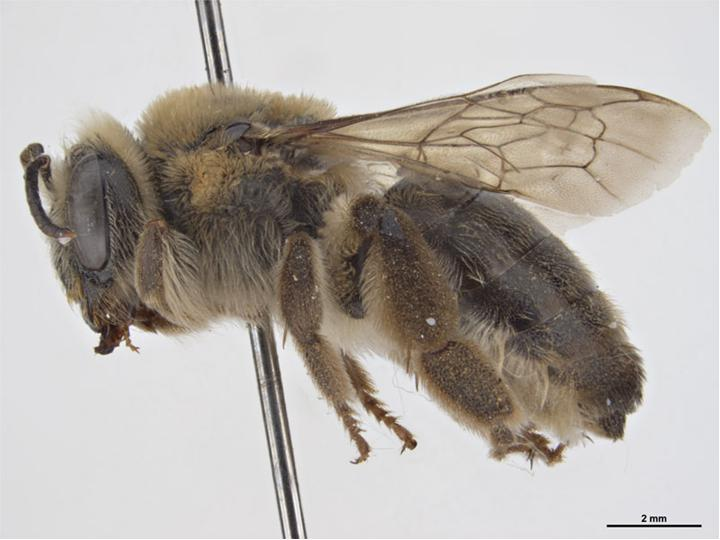